# پرپلکسیتی ای‌آی
پرپلکسیتی ای‌آی (به انگلیسی: Perplexity.ai) یک موتور جستجوی پژوهشی و گفتگو‌محور مبتنی بر هوش مصنوعی است که با استفاده از پیش‌بینی متن به زبان طبیعی به پرسش‌ها پاسخ می‌دهد. این سرویس که در سال ۲۰۲۲ راه‌اندازی شد، با استفاده از منابع وب، پاسخ‌هایی تولید می‌کند و پیوندهای مرجع را درون متن پاسخ ارائه می‌دهد. پرپلکسیتی بر اساس مدل فریمیوم کار می‌کند؛ نسخه رایگان آن از مدل زبانی بزرگ اختصاصی شرکت با قابلیت‌های پردازش زبان طبیعی استفاده می‌کند، در حالی که نسخه پولی آن، پرپلکسیتی پرو، به GPT-4، کلود ۳.۵، میسترال لارج، لاما ۳ و یک مدل آزمایشی پرپلکسیتی دسترسی دارد. در سه ماهه اول سال ۲۰۲۴، این سرویس به ۱۵ میلیون کاربر ماهانه رسیده بود.

## تاریخچه
پرپلکسیتی در سال ۲۰۲۲ توسط آراویند سرینیواس، دنیس یاراتس، جانی هو و اندی کونوینسکی، مهندسانی با سابقه در سیستم‌های پشتیبانی، هوش مصنوعی و یادگیری ماشینی تأسیس شد. یاراتس، مدیر فنی شرکت، پیش از این محقق هوش مصنوعی در متا بود، در حالی که سرینیواس، مدیرعامل، به عنوان محقق هوش مصنوعی در اوپن‌ای‌آی کار می‌کرد. هو، مدیر ارشد استراتژی، پیش از این در کوئرا به عنوان مهندس و سپس در وال استریت به عنوان معامله‌گر کمی فعالیت داشت، و کونوینسکی از اعضای تیم موسس دیتابریکس بود.
تا سال ۲۰۲۴، پرپلکسیتی ۱۶۵ میلیون دلار سرمایه جذب کرده که ارزش شرکت را به بیش از یک میلیارد دلار رسانده است. 
سرمایه‌گذارانی چون جف بزوس، انویدیا، دیتابریکس، بسمر ونچر پارتنرز، سوزان وجیسکی، جف دین، یان لکان، آندری کارپاتی، نت فریدمن و گری تن در این شرکت سرمایه‌گذاری کرده‌اند. در اواسط سال ۲۰۲۴، ارزش پرپلکسیتی به ۳ میلیارد دلار رسید.

## عملکرد
محصول اصلی پرپلکسیتی موتور جستجوی آن است که بر پردازش زبان طبیعی متکی است. این سرویس از زمینه پرسش‌های کاربر برای ارائه نتایج جستجوی شخصی‌سازی شده استفاده می‌کند. پرپلکسیتی نتایج جستجو را خلاصه کرده و متنی با ارجاع‌ها درون‌خطی تولید می‌کند. همچنین به کاربران اجازه می‌دهد سوال‌ها پیگیری بپرسند که در همان زمینه تفسیر می‌شوند.
پرپلکسیتی از مدل فریمیوم استفاده می‌کند و قابلیت‌های پایه جستجو و تمام حالت‌های جستجو را به صورت رایگان ارائه می‌دهد. ویژگی «تمرکز» (focus) به کاربران اجازه می‌دهد جستجو را به ردیت، یوتیوب، ولفرام آلفا محدود کنند یا آن را به حالت آکادمیک (برای جستجوی مقال‌ها پژوهشی) یا نوشتن (غیرفعال کردن دسترسی اینترنتی برای مدل زبانی بزرگ) محدود کنند.
نسخه پولی پرپلکسیتی، یا همان حالت حرفه‌ای یعنی «پرو»، که پیش از آن کوپایلوت (Copilot) نامیده می‌شد، از کاربر پرسش‌هایی دقیق می‌پرسد تا نتایج دقیق‌تری برای جستجوها ارائه دهد. این نسخه به کاربران امکان می‌دهد فایل‌های خودشان، از جمله تصاویر را بارگذاری و تحلیل کنند، و همچنین با استفاده از هوش مصنوعی تصاویر تولید کنند. 
علاوه بر این، دسترسی به یک API را فراهم می‌کند. پرپلکسیتی در آوریل ۲۰۲۴ نسخه سازمانی جدیدی از محصول خود را راه‌اندازی کرد. در ماه مه ۲۰۲۴، پرپلکسیتی ویژگی جدیدی به نام صفحه‌ها را معرفی کرد که بر اساس دستورهای کاربر، یک صفحه وب قابل سفارشی‌سازی ایجاد می‌کند. صفحه‌ها از مدل‌های جستجوی هوش مصنوعی پرپلکسیتی برای جمع‌آوری اطلاعات و ایجاد یک ارائه پژوهشی استفاده می‌کند که می‌تواند منتشر و با دیگران به اشتراک گذاشته شود.